# Ligourión
Ligourión (Lygourio) är en ort i Grekland.   Den ligger i prefekturen Nomós Argolídos och regionen Peloponnesos, i den sydöstra delen av landet, 70 km sydväst om huvudstaden Aten. Ligourión ligger 439 meter över havet och antalet invånare är 2 482.
Terrängen runt Ligourión är kuperad. Runt Ligourión är det ganska glesbefolkat, med 23 invånare per kvadratkilometer. Ligourión är det största samhället i trakten. 